# Пахарь (Гадиловичский сельсовет)
Пахарь (бел. Пахар) — посёлок в Гадиловичском сельсовете Рогачёвского района Гомельской области Белоруссии.

## География

### Расположение
В 19 км на юго-восток от районного центра и железнодорожной станции Рогачёв (на линии Могилёв — Жлобин), 119 км от Гомеля.

### Гидрография
На юге и востоке мелиоративный канал.

## Транспортная сеть
Транспортные связи по просёлочной, затем автомобильной дороге Рогачёв — Довск. Планировка состоит из короткой меридиональной улицы. Жилые дома деревянные, усадебного типа.

## История
Основан в начале 1920-х годов переселенцами из соседних деревень на бывших помещичьих землях. В 1925 году в Малострелковском сельсовете Городецкого района Бобруйского округа. В 1930 году организован колхоз. Во время Великой Отечественной войны в декабре 1942 года оккупанты сожгли 9 дворов и убили 2 жителей. 4 жителя погибли на фронте. Согласно переписи 1959 года в составе колхоза «Советская Беларусь» (центр — деревня Гадиловичи). Действовал спиртзавод.

## Население

### Численность
- 2004 год — 6 хозяйств, 10 жителей.

### Динамика
- 1925 год — 16 дворов.
- 1940 год — 78 жителей.
- 1959 год — 59 жителей (согласно переписи).
- 2004 год — 6 хозяйств, 10 жителей.